# Новоспасское (Днепропетровская область)
Новоспасское (укр. Новоспаське) — село,
Приютский сельский совет,
Магдалиновский район,
Днепропетровская область,
Украина.
Код КОАТУУ — 1222386506. Население по переписи 2001 года составляло 110 человек.

## Географическое положение
Село Новоспасское находится в 2-х км от правого берега реки Кильчень,
на расстоянии в 1 км от сёл Вишнёвое и Приют, в 2-х км — село Александровка.